# Kartausgarten (Eisenach)
Der Kartausgarten Eisenach ist der älteste botanische Garten der Wartburgstadt Eisenach und liegt heute im denkmalgeschützten Villengebiet der Südstadt.

## Lage und Ausdehnung

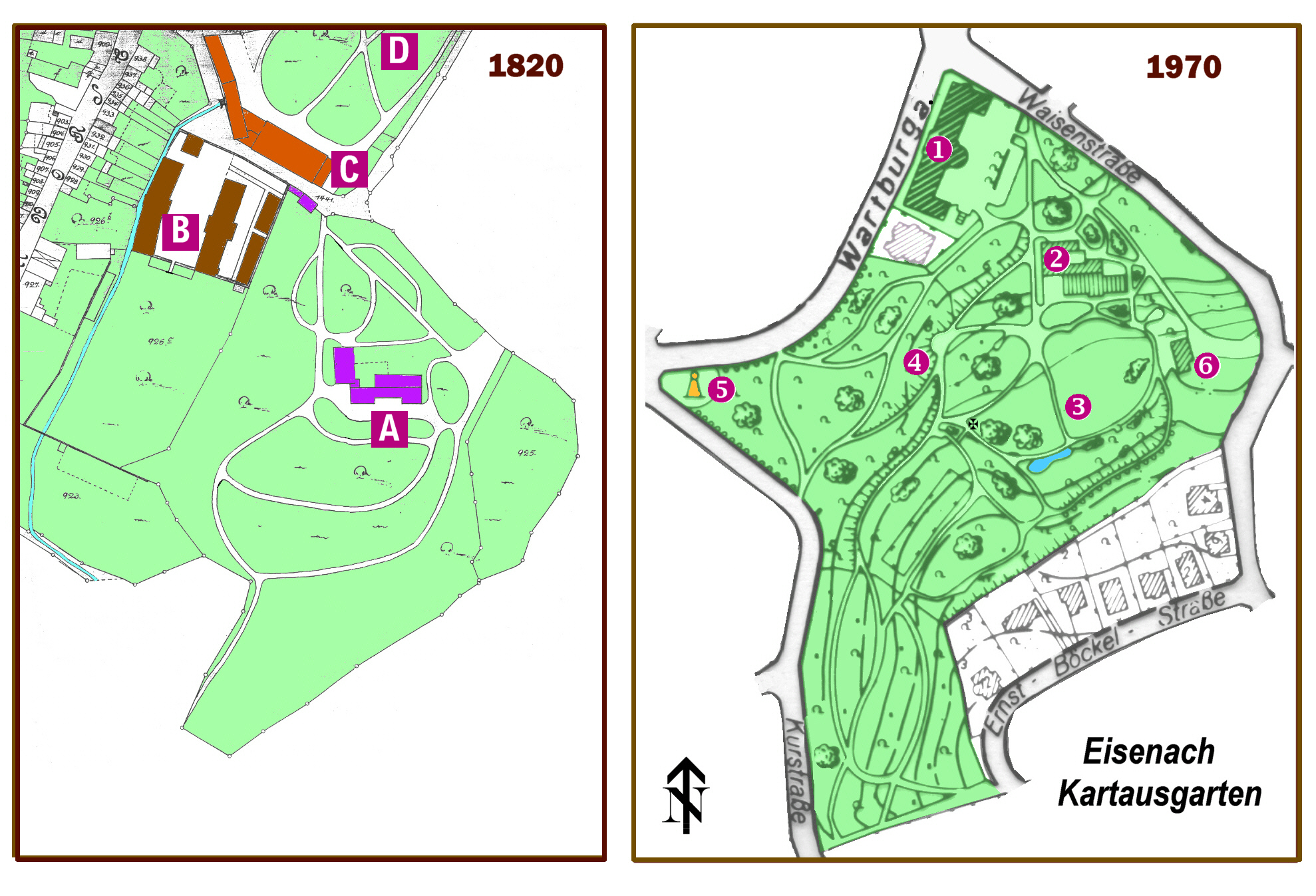
Übersichtsplan des Kartausgarten

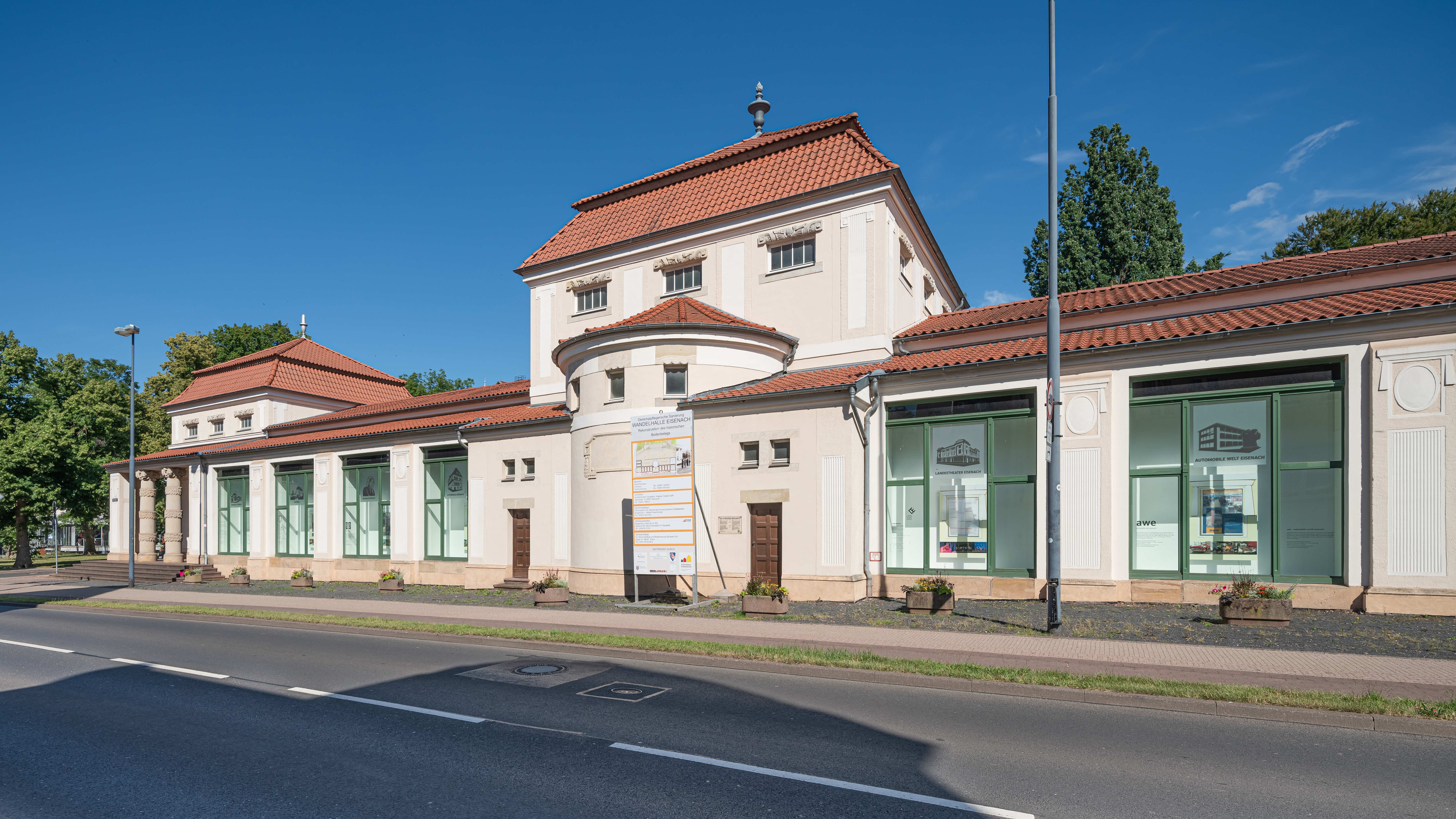
Wandelhalle

Der Kartausgarten ist ein etwa 3,8 Hektar großer Landschaftspark in der Eisenacher Südstadt.
Er befindet sich an der Wartburgallee und wird durch die Kurstraße, Ernst-Böckel-Straße und Waisenstraße begrenzt. Die Hauptzugänge befinden sich an der Wandelhalle und an der Kurstraße.

## Sehenswürdigkeiten
Der Garten- und Landschaftspark besitzt zahlreiche seltene und exotische Gehölze und Pflanzen.
Das denkmalgeschützte Gebäude der Wandelhalle wurde um 1908 als Teil der Kuranlage Eisenach erschaffen. Im Zentrum des Gartens befindet sich das Gärtnerhaus mit dem klassizistischen Teezimmer. Am Südrand des Parks wurde 1909 das Denkmal für Großherzog Carl Alexander aufgestellt.

## Geschichte des Gartens

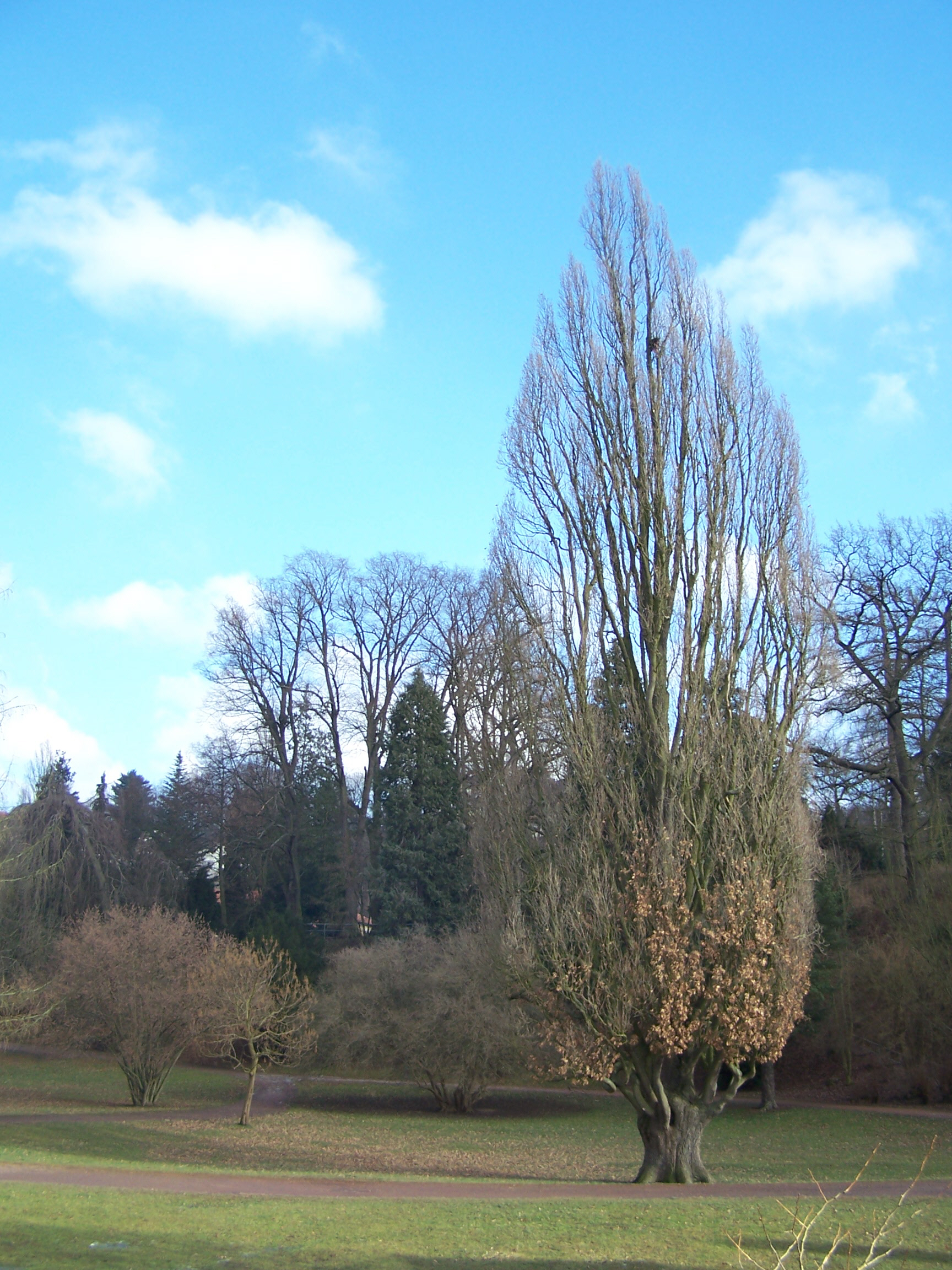
Südlicher Kartausgarten

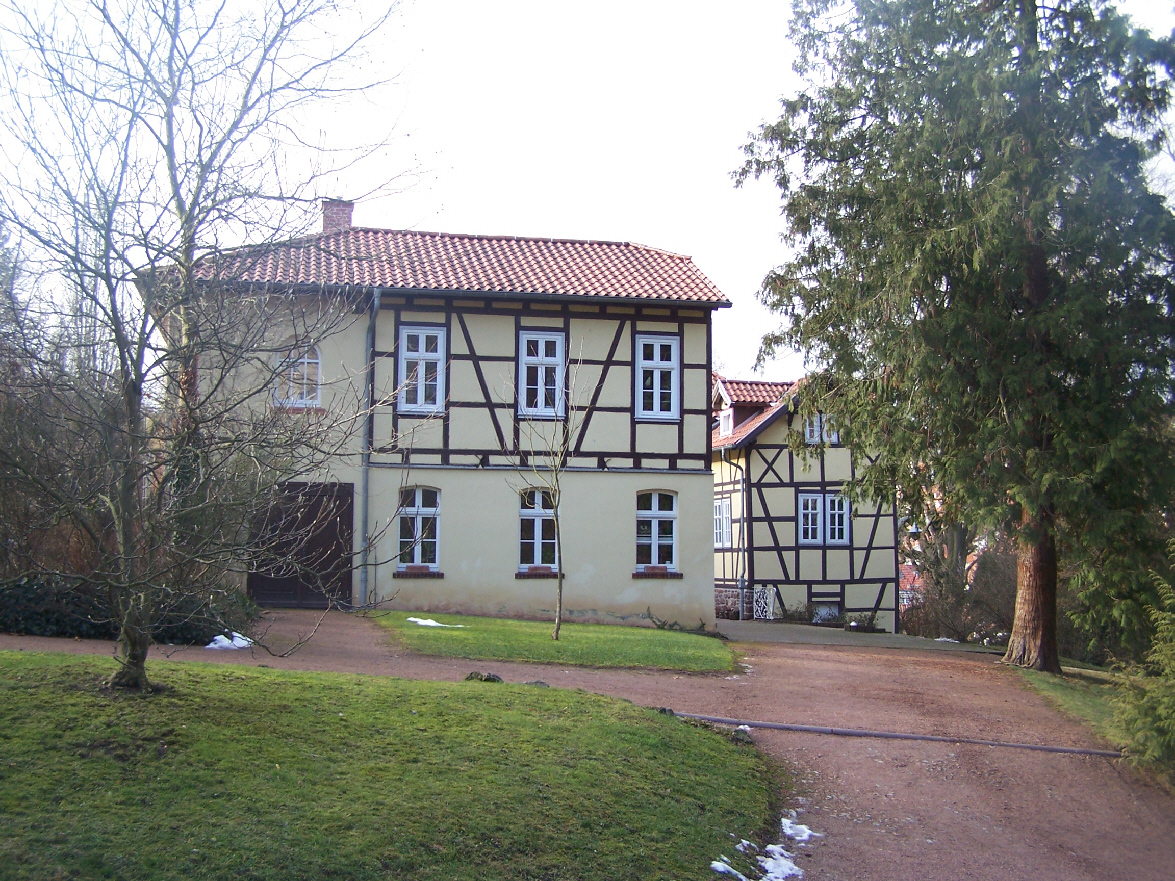
Parkverwaltung

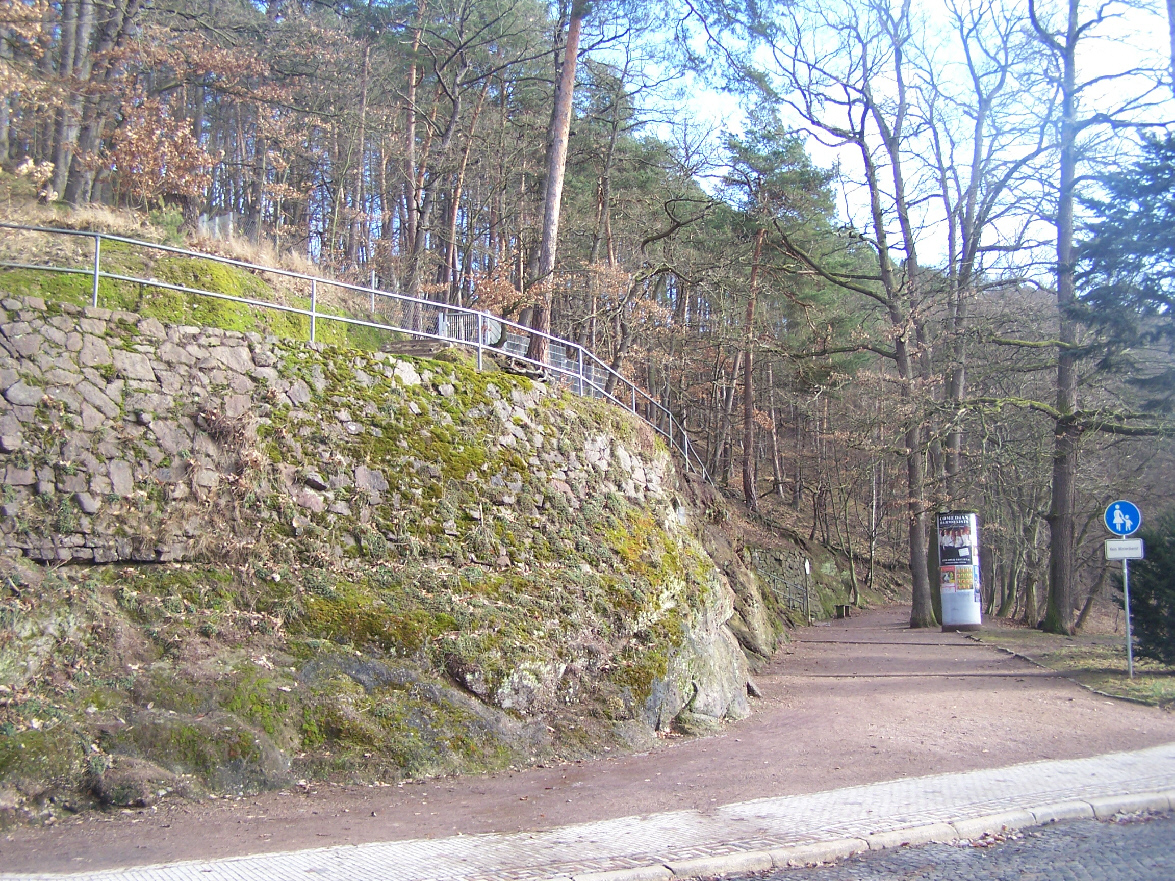
Feodora-Promenade

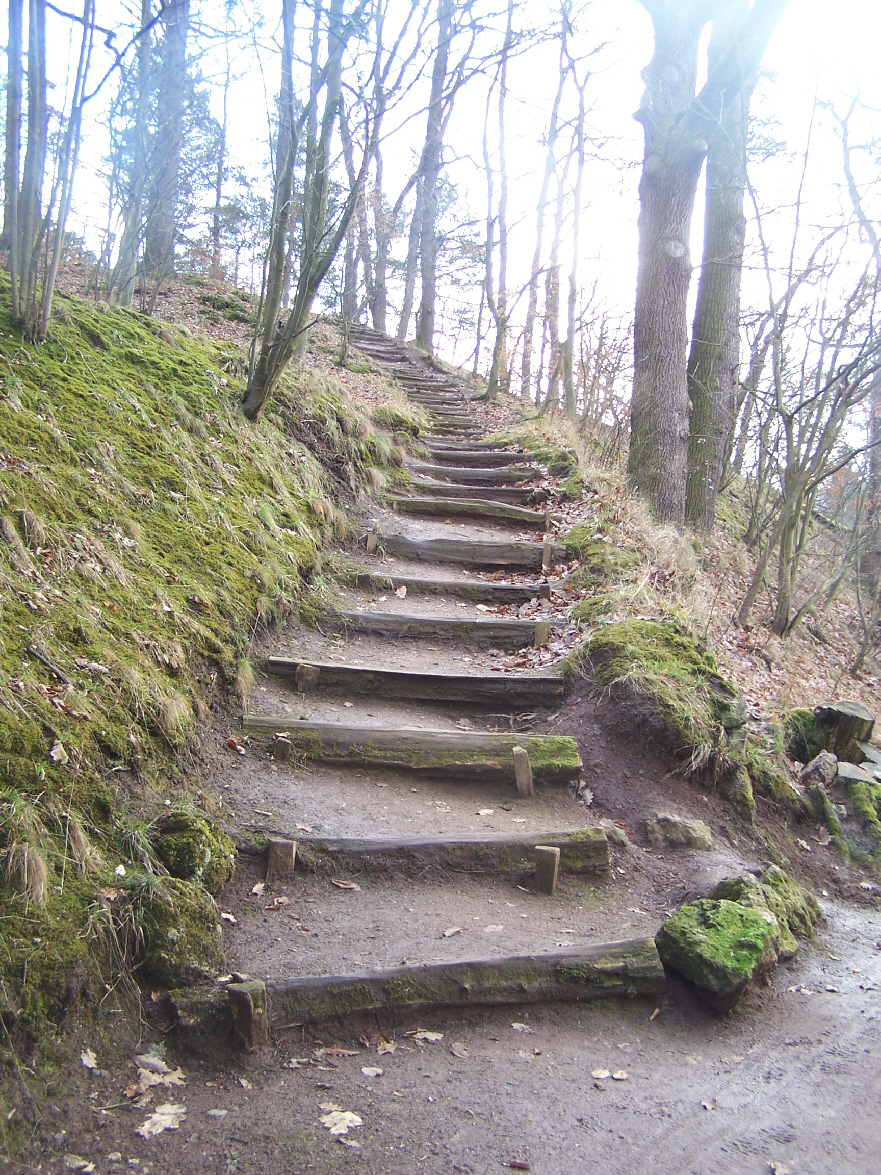
Ältere Treppenanlage

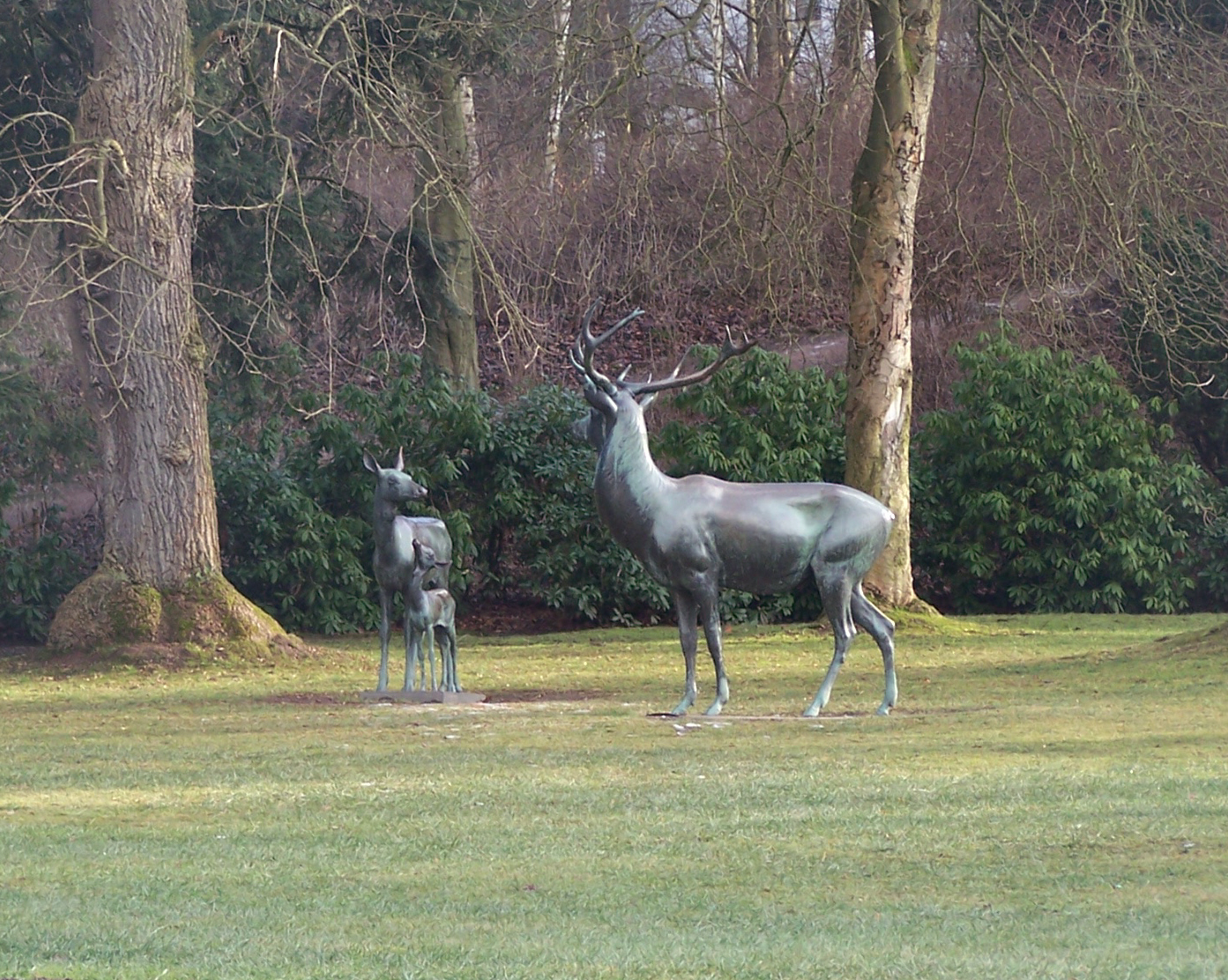
Hirschgruppe

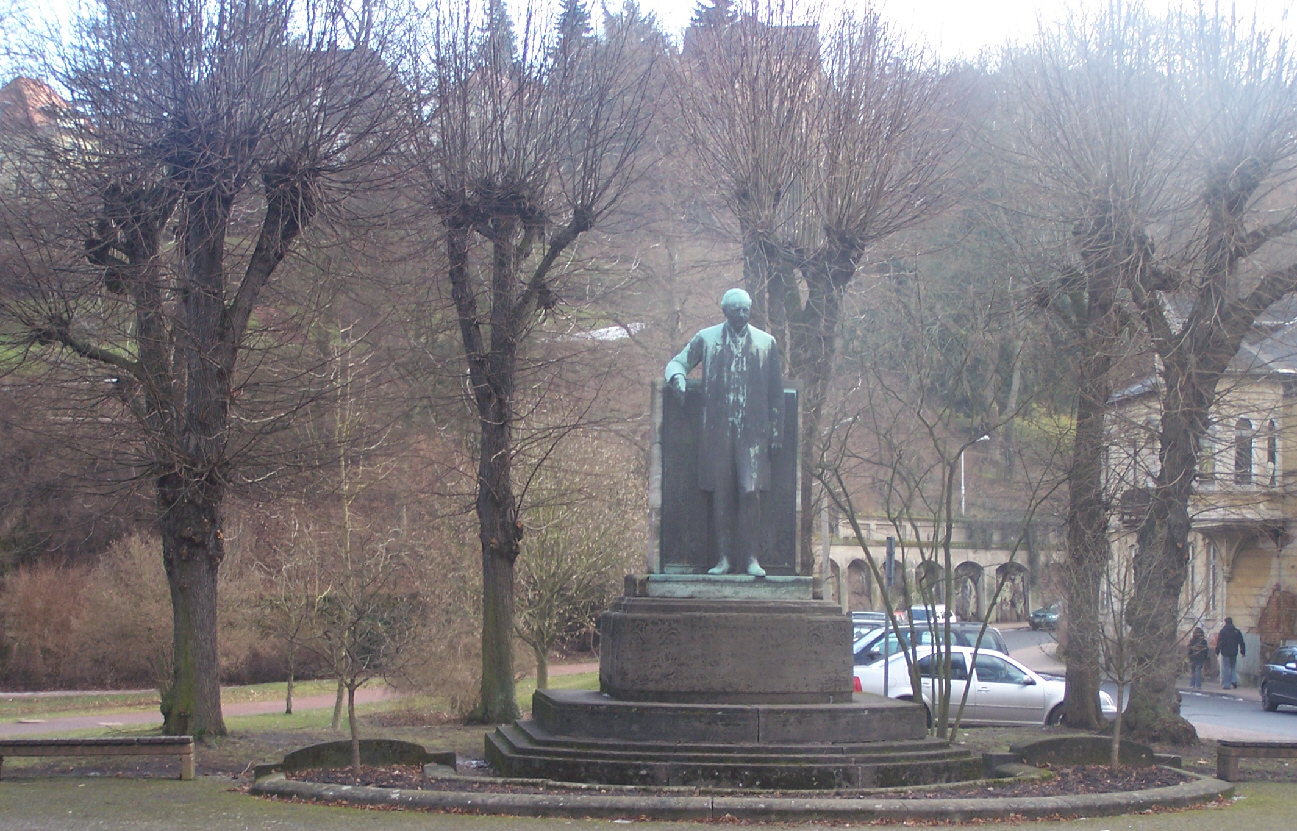
Carl-Alexander-Denkmal

### Das Kartauskloster
Um 1390 übernahmen Mönche des Kartäuserordens ein unbebautes Grundstück etwa 200 m südlich des Marientores der Stadtbefestigung und errichteten hier eine Klosteranlage. Die Mönche planierten das felsige Hanggelände des Karthäuserberges, legten Terrassen für einen Weinberg, Hopfenpflanzungen und Fischteiche an und bestatteten ihre Toten auf einem kleinen Friedhof neben der Klosterkirche. Mit dem Namen Kartausgarten wird später ein für den Anbau von Küchen- und Heilkräuter separierter Bezirk am Rand des Klosters bezeichnet.
Mit den 1525 beim Eisenacher Pfaffensturm ausgelösten Unruhen und Übergriffen gegen die Klosterinsassen endet die erste Nutzungsphase des Kartausgartens.

### Frühe Neuzeit
Das nach mit der Reformation säkularisierte Kloster wurde auf Anordnung des Herzogs Johann Friedrich bis 1537 teilweise instand gesetzt, man legte Schüttböden für Getreide und Lagerräume an, auch eine neue Schäferei. Der Kartausgarten und die landwirtschaftlichen Nutzflächen wurden verpachtet. Während des Dreißigjährigen Krieges wurde die Anlage geplündert und die Wein- und Hopfenpflanzungen ruiniert. 1694 wurde in den Klostergebäuden durch Herzog Johann Georg das Eisenacher Waisenhaus begründet, 1717 bis 1721 entstanden an gleicher Stelle, von einer hohen Mauer umgeben, das Neue Waisenhaus und ein Zucht- und Spinnhaus – mit Textilmanufaktur. 1819 wurde das Waisenhaus aufgelassen und beide Gebäude wurden zu einer Strafarbeitsanstalt umgewidmet – wohl der schrecklichste Ort, den man in dieser Zeit in Eisenach finden konnte, an dieser Stelle wurde 1906 die Wandelhalle erbaut.

### 18. Jahrhundert
Der Eisenacher Gärtner Paul Thieme erhielt 1694 den Auftrag, den Kartausgarten als herzoglichen Küchengarten zu betreiben, das ausgedehnte Wiesengelände und Teile der Hänge wurden mit Obstbäumen und Sträuchern bepflanzt. Ab 1717 werden vom Gärtner Hunstock sechs Mistbeete angelegt. Zu dieser Zeit besaß Eisenach mit dem Charlottengarten oberhalb des Residenzschlosses die erste fürstliche Parkanlage innerhalb der Stadt, welche vom Hofgärtner Petri beaufsichtigt wurde.  Der Eisenacher Herzog Johann Wilhelm ließ sich in den Jahren 1712 bis 1715 Schloss Wilhelmsthal, eine barocke Sommerresidenz errichten. Auch am Schloss Marksuhl war dieser Herzog mit Umbauten beschäftigt, er veranlasste dort den Bau eines Orangenhauses und eines Schlossgartens. Am nördlichen Stadtrand von Eisenach wurde neben der Wasserburg Klemme der Clemdagarten, wiederum mit einer Orangerie, geschaffen. Zur Ausstattung der zahlreichen Jagd- und Lustschlösser, die in dieser Zeit und unter seinem Nachfolger Herzog Ernst August im Eisenacher Gebiet errichtet wurden, waren Ziergehölze, exotische Blumen und Stauden in großer Menge und Vielfalt erforderlich, welche man durch eigenen Anbau heranziehen wollte. Aus diesem Grund wurde der Kartausgarten zum herzoglichen Pflanzgarten erweitert. Der herzogliche Hofgärtner Johann Georg Sckell war von 1785 bis 1800 für den Kartausgarten zuständig.

### 19. Jahrhundert
Friedrich Gottlieb Dietrich (1765–1850) wurde durch Vermittlung Goethes 1801 Hofgärtner von Schloss Wilhelmstal und erhielt 1802 auch den Kartausgarten zugewiesen. Dietrich unternahm wohl als erster Eisenacher Gärtner systematische botanische Studien, sein Bestreben war es, die oft teuren und in großer Zahl aus Übersee importierten Pflanzen auf ihre Eignung und Anbaubedingungen zu prüfen. Das 1825 erneuerte Gärtnerhaus enthielt auf seinen Wunsch einen kleinen Schulungsraum, wo er den Gartenbediensteten und Laien Botanikunterricht erteilte, dieser Raum wurde einige Jahre später zum Teezimmer – ein mit französischen Bildtapeten geschmückter klassizistischer Pavillon.
Neue Akzente in der Gestaltung des Kartausgarten setzte ab 1845 der großherzogliche Hofgärtner Hermann Jäger, der auch seine Wohnung im Gärtnerhaus bezog. Durch Zukauf benachbarter Parzellen wurde um 1845–1848 der Kartausgarten nach Süden und Osten beträchtlich erweitert, nun war es möglich in dem vom Sengelsbach durchzogenen Wiesengrund und den felsigen Hängen einen Landschaftspark zu schaffen, welcher durch die gezielte Auswahl und Kombination exotischer Bäume und Sträucher wirkte und beeindruckte. Jägers Zielvorstellung war die Schaffung eines Wilden Garten, darunter verstand er eine Parkanlage,

„.. wenn wir die Ziergärten als symmetrische und landschaftliche unterscheiden, so sind die letzteren eigentlich sämmtlich "wilde Gärten", sollten es wenigstens sein. Die darin verwendeten Pflanzen sollten das Ansehen haben, als hätte sie die Natur in ihrer das Schöne hervorbringenden schöpferischen Kraft selbst ausgestreut.  ... Regel: man gebe jeder dazu geeigneten Pflanze Platz, wo sie in ihrer malerischen Schönheit voll zur Geltung kommt und ordne das Einzelne so an, daß es sich gruppiert und in gewissen beschränkten Grenzen ein Ganzes bildet, gleichsam aus einem Gusse erscheint ...“

Jägers Parkanlage bestand somit in drei Teilen: dem historischen Küchen- und Kräutergarten der Klosterzeit, dem von Dietrich gestalteten Bereich um das Gärtnerhäuschen und dem durch Zukauf erweiterten Landschaftspark mit waldigen Steilhängen und der bepflanzten großen Wiese am Sengelsbach. In den Folgejahren wurde diese Dreiteilung im Wesentlichen beibehalten, es wurden auch Sichtbeziehungen zur Wartburg geschaffen, technische Modernisierungen, wie der Aufbau von Glashäusern wurden vorgenommen, 1898 wurde der Sengelsbach durch Überwölbung verborgen. Der Kartausgarten war bereits zum Ausgangspunkt weiterer Anlagen, welche vom Eisenacher Verschönerungsverein angestoßen wurden, beispielsweise die Schwendelei – eine Promenade oberhalb des Kartausgarten.

### Nach 1900
In Eisenach wurde 1905 die Kurbad-Eisenach-Gesellschaft gegründet, sie bewirkte den Bau einer Mineralwasser-Kuranlage im Süden der Wartburgstadt. Zu diesem Zweck wurde eine Wasserleitung von der Karolinenquelle bei Creuzburg in die Stadt verlegt. Es wurden verschiedene Kurhäuser und Hotels in unmittelbarer Nachbarschaft erbaut, der Kartausgarten wurde zum Kurpark umgewidmet. Kernstück der Kuranlagen war die am 8. Juli 1906 eröffnete Trink- und Wandelhalle, die aus dem salzhaltigen Wasser der Karolinenquelle gespeist wurde. Der Kurbetrieb wurde mit wechselndem Erfolg bis 1938 aufrechterhalten. Zu Ehren der Großherzogin Feodora, wurde um 1910 der am südlichen Ende beginnende Weg Feodora-Promenade benannt. Von 1890 bis 1930 waren Otto Sckell, Rudolf Ritter und Hermann Steininger für den Kartausgarten verantwortlich. Die private Gärtnerei Trunk pachtete den Park ab 1930. Seit 1942 übernahm die Eisenacher Stadtverwaltung durch den Garteninspektor Martin die Parkverwaltung. Als Erholungsort und touristischer Schwerpunkt in der Stadt wurde der Park bereits kurz nach Kriegsende wiedereröffnet und für Veranstaltungen nutzbar gemacht. 1965 übernahm die Eisenacher Stadtwirtschaft, Abteilung Park- und Gartenwesen die Anlage in ihre Obhut.

### Garten nach der friedlichen Revolution ab 1990
Nach der Wende mussten die inzwischen baufälligen Anzuchtgewächshäuser abgerissen werden, das Gärtnerhaus wurde saniert. Zur Verbesserung der Begehbarkeit wurden Zug um Zug Treppenabschnitte saniert oder neu angelegt. Nördlich des Gärtnerhauses wurde ein Spielplatz für Kleinkinder angelegt.